# Yaque del Sur
Yaque del Sur je reka v jugozahodni Dominikanski republiki. V dolžino meri približno 183 km. 
Izvira v gorovju Cordillera Central na nadmorski višini 2707 m, izliva pa se v Karibsko morje. Kot vodni vir jo pretežno za kmetijstvo, pretežno pa za hidroenergijo izkoriščajo v dolinah San Juan in Neiba ter na Neibski planoti. 
Njeno porečje obsega 4972 km2, njeni pritoki pa so reke San Juan, Mijo, Río del Medio in Las Cuevas.